# Pascal Ickx

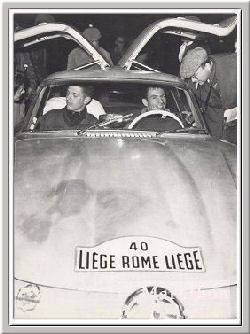
Pascal Ickx (am Steuer) bei der Rallye Liège-Rome-Liège 1959

Pascal Ickx (* 30. März 1937 in Lubbeek) ist ein ehemaliger belgischer Rennfahrer, der in den 1960er Jahren auf den Rennstrecken für Sportwagen antrat. Er ist der Sohn des Journalisten Jacques Ickx und der ältere Bruder von Jacky Ickx.

## Karriere als Rennfahrer
Pascal Ickx begann seine Motorsportkarriere 1959 mit der Teilnahme an der Rallye Lüttich-Rom-Lüttich auf einem Mercedes 300 SL zusammen mit Willy Mairesse. Im folgenden Jahr 1960 nahm er erneut an der Rallye Lüttich-Rom-Lüttich teil und fuhr einen BMW 700.
1962 belegte er bei der Rallye Akropolis auf einem Mercedes-Benz 220 SE den fünften Platz, mit Fiat-Abarth 850 TC bei der Tour de France 1963, die er ebenfalls 1963 mit einem Abarth-Simca 1300 zusammen mit Mauro Bianchi bestritt.
Mit dem Team von Carlo Abarth, zu dem auch Mario Poltronieri und Teddy Pilette gehörten, stellte er 1963 auf der Rennstrecke von Monza neue Weltrekorde aus über 5.000 Meilen, 10.000 Kilometer, 48 Stunden und 72 Stunden. 1965 siegte er zusammen mit Gérard Langlois van Ophem auf einem BMW 1800 TISA und bescherte dem bayerischen Hersteller den ersten von vielen Erfolgen beim belgischen Klassiker.

## Statistik

### Karrierestationen
- Liège-Rome-Liège, DNF, 1959
- Liège-Rome-Liège, DNF, 1960
- 12 Hours of Huy, 32., 1960
- Tour de France Automobile, 11., 1962
- Liège-Sofia-Liège, DNF, 1962
- Coupe des Alpes, DNF, 1962
- Rally Acropolis, 5., 1962
- ADAC Rallye Tour d’Europe, 1963
- Tour de France Automobile, DNF, 1963
- Int. AvD-Rallye Wiesbaden Deutschlandrallye, DNF, 1963
- Rallye International des Routes du Nord, 1. (GT-Klasse), 1963
- Internationale Tulpenrallye, 11., 1965[3]
- 17. 24-Stunden-Rennen von Spa-Francorchamps 1965 Patz 1 zusammen mit Gérard Langlois van Ophem

### Einzelergebnisse in der Sportwagen-Weltmeisterschaft
| Saison | Team   | Rennwagen                  | 1   | 2   | 3   | 4   | 5   | 6   | 7   | 8   | 9   | 10  | 11  | 12  | 13  | 14  | 15  | 16  | 17  | 18  | 19  | 20  | 21  | 22  |
| ------ | ------ | -------------------------- | --- | --- | --- | --- | --- | --- | --- | --- | --- | --- | --- | --- | --- | --- | --- | --- | --- | --- | --- | --- | --- | --- |
| 1963   | Abarth | Abarth-Simca 1300 Bialbero | DAY | SEB | SEB | TAR | SPA | MAI | NÜR | CON | ROS | LEM | MON | WIS | TAV | FRE | CCE | RTT | OVI | NÜR | MON | MON | TDF | BRI |
| 1963   | Abarth | Abarth-Simca 1300 Bialbero |     |     |     |     |     |     |     |     |     |     |     | DNF |     |     |     |     |     |     |     |     | DNF |     |